# Maria Teresa de Sousa Fortes
Maria Teresa de Sousa Fortes, primeira baronesa e viscondessa de Monte Verde, ( — Minas Gerais, 26 de maio de 1869) foi uma nobre brasileira.
Foi casada com Francisco Teresiano Fortes de Bustamante, porém não deixou descendência.
Teve filhos gêmeos de nome Antônio e Francisco, que foram sepultados em 8 de janeiro de 1836, não sendo citado as idades, crê-se que tenham falecido, logo após o nascimento ou tenham nascido mortos.
Era irmã de Carlos Teodoro de Sousa Fortes, 2º Barão de Santa Clara, a quem deixou sua herança, incluindo a Fazenda Santa Clara (inicialmente fundada pelo seu sogro - Francisco Dionísio Fortes de Bustamante).
Agraciada baronesa em 5 de fevereiro de 1861 e elevada a viscondessa em 17 de abril de 1867.